# Armorial de la maison de Rochechouart
- il comporte peu ou pas de sources.
- certaines figures sont encore dans un format bitmap et doivent être vectorisées.
- Il y a un (des) conflit(s) entre une figure et son blasonnement.

Cette page regroupe les armoiries des différentes branches de la Maison de Rochechouart.
| Figure | Blasonnement |
| ------ | --- |
|        | Vicomtes de Limoges (876) Armes des premiers vicomtes de Limoges. Les vicomtes de Rochechouart sont les descendants directs, par lignée masculine, de Foucher de Limoges, fondateur de la dynastie. d'or à trois lions d'azur, armés et lampassés de gueules |
|        | Vicomtes de Rochechouart (980) Armes d'Aimery Ier de Rochechouart, fils de Géraud de Limoges, et des vicomtes de Rochechouart qui lui ont succédé jusqu'à nos jours. Fascé ondé d'argent et de gueules de six pièces |
|        | Rochechouart-Limoges (1661) Armes de François de Rochechouart et de ses descendants à qui Louis XIV accorda le droit de prendre le titre de Comte de Limoges. Écartelé, aux 1 et 4 D'or à trois lionceaux d'azur, armés et lampassés de gueules, qui est de Limoges, aux 2 et 3 fascés-ondés d'argent et de gueules de six pièces, qui est de Rochechouart |
|        | Rochechouart-Chandenier écartelé: au 1 fascé-ondé d'argent et de gueules de six pièces; au 2, d'or à la face de sable; au 3 de Bourgogne ancien; et au 4 d'azur semé de fleur de lys d'or, à la tour d'argent en abyme |
|        | Rochechouart-Faudoas écartelé: Aux 1 et 4 fascé-ondé d'argent et de gueules de six pièces, qui est de Rochechouart; aux 2 et 3, d'azur à la croix d'or qui est de Faudoas |
|        | Rochechouart du Bourdet de Rochechouart, à la bordure d'azur |
|        | Rochechouart de Jars de Rochechouart, brisé d'une bordure d'azur, chargée de huit bésants d'or |
|        | Rochechouart de Saint-Amand de Rochechouart, à la bordure componée d'azur et d'or |
|        | Rochechouart-Clermont Ecartelé au 1 d'azur à la croix d'or, au 2 de France, au 3 d'argent aux quatre chevrons de sable, au 4 d'Aragon (1) et du Berry (2), et sur le tout de Rochechouart. |
|        | Rochechouart-Barbazan Ecartelé au 1 et 4 de Rochechouart, au 2 et 3 d'azur à la croix d'or, qui est de Faudoas, et sur le tout de France |
|        | Rochechouart d'Aspremont Parti de Parthenay (burelé d'argent et d'azur, à la bande de gueules brochante) et de Rochechoir. |
|        | Rochechouart-Couches Ecartelé au 1 d'azur à la croix d'or, au 2 d'Ablézy qui est d'or à la face de sable accompagné de six coquilles de sable, trois en haut, trois en bas, au 3 de Bourgogne ancien, et au 4 de La Tour d'Auvergne. |
|        | Rochechouart de la Brosse Ecartelé au 1 de Mathefelon qui est de gueules à six écussons d'or, au 2 de Bretagne, au 3 de France, au 4 d'Evreux, et sur le tout de Rochechouart. |
|        | Rochechouart-Pontville Ecartelé Rochechouart Pontville, armes des vicomte de Rochechouart et barons du Bâtiment de la maison de Pontville, dite Rochechouart-Pontville (XVe – XVIIIe siècle) |
|        | Seigneurs de Rochechouart de Mortemart de Rochechouart plein, chargé sur le deuxième fasce d'une belette de sable pour brisure des premiers degrés. |
|        | Ducs de Rochechouart de Mortemart Coupé d'un trait, parti de trois autres qui font huit quartiers au 1, de gueules, au croissant de vair (de Maurre); au 2, d'azur, à trois fleurs-de-lis d'or au bâton péri en bande de gueules (Bourbon); au 3, de gueules, à neuf macles d'or (Rohan); au 4, burelé d'argent et d'azur de dix pièces à trois chevrons de gueules brochants sur le tout, le premier écimé (La Rochefoucault); au 5, d'argent, au guivre d'azur couronné d'or engoulant un enfant de gueules (Milan); au 6, de gueules, aux chaînes de Navarre d'or (Navarre); au 7, de gueules, au pal de vair (d'Escars); au 8, d'hermine plain (Bretagne). Sur le tout fascé enté de six pièces d'argent et de gueules., |
|        | Armes de Louis Victor de Rochechouart (1636-1688), comte de Vivonne, puis duc de Vivonne, puis duc de Mortemart (dit « de Vivonne ») (1674 - démission de son père le précédent) et pair de France, prince de Tonnay-Charente, Général des galères de France et Maréchal de France et vice-roi de Sicile |
|        | Victor Louis Victurnien de Rochechouart de Mortemart (Colmesnil-Manneville, 12 août 1780 - Paris, 28 janvier 1834), gouvernement du palais de Rambouillet (1808), comte de Mortemart et de l'Empire (institution de majorat attaché au titre de comte de Mortemart au profit de Anne, Victurnien, René, Roger de Rochechouart de Mortemart, accordée par lettres patentes du 17 mai 1810, signées à Gand), Légionnaire (3 décembre 1809), puis, Officier (20 décembre 1820), puis, Commandeur (22 mai 1825), puis, Grand officier de la Légion d'honneur (29 octobre 1826), Fascé nébulé de gueules et d'argent ; franc-quartier des comtes officiers de Notre Maison. - Livrées : les couleurs de l'écu.                    |
|        | Victurnien Bonaventure de Rochechouart de Mortemart (Everly, 28 octobre 1753 – Hôtel de Mortemart (Paris), 16 janvier 1823), pair de France (17 août 1815 - 16 janvier 1823, marquis et pair (31 août 1817, sans lettres patentes, ni majorat), Fascé-ondé d'argent et de gueules de six pièces. |